# Rivières aurifères en France
 (avril 2021).
Si vous disposez d'ouvrages ou d'articles de référence ou si vous connaissez des sites web de qualité traitant du thème abordé ici, merci de compléter l'article en donnant les références utiles à sa vérifiabilité et en les liant à la section « Notes et références ».
Il existe des rivières aurifères dans plusieurs régions de France, dont le Massif armoricain, la Normandie, le Massif central, les Pyrénées, les Alpes et l'est de la France métropolitaine (Ardennes, Vosges). La Guyane, département et région d'Outre-mer français situé en Amérique du Sud, est également une région comprenant des rivières aurifères.

## Gisements alluvionnaires

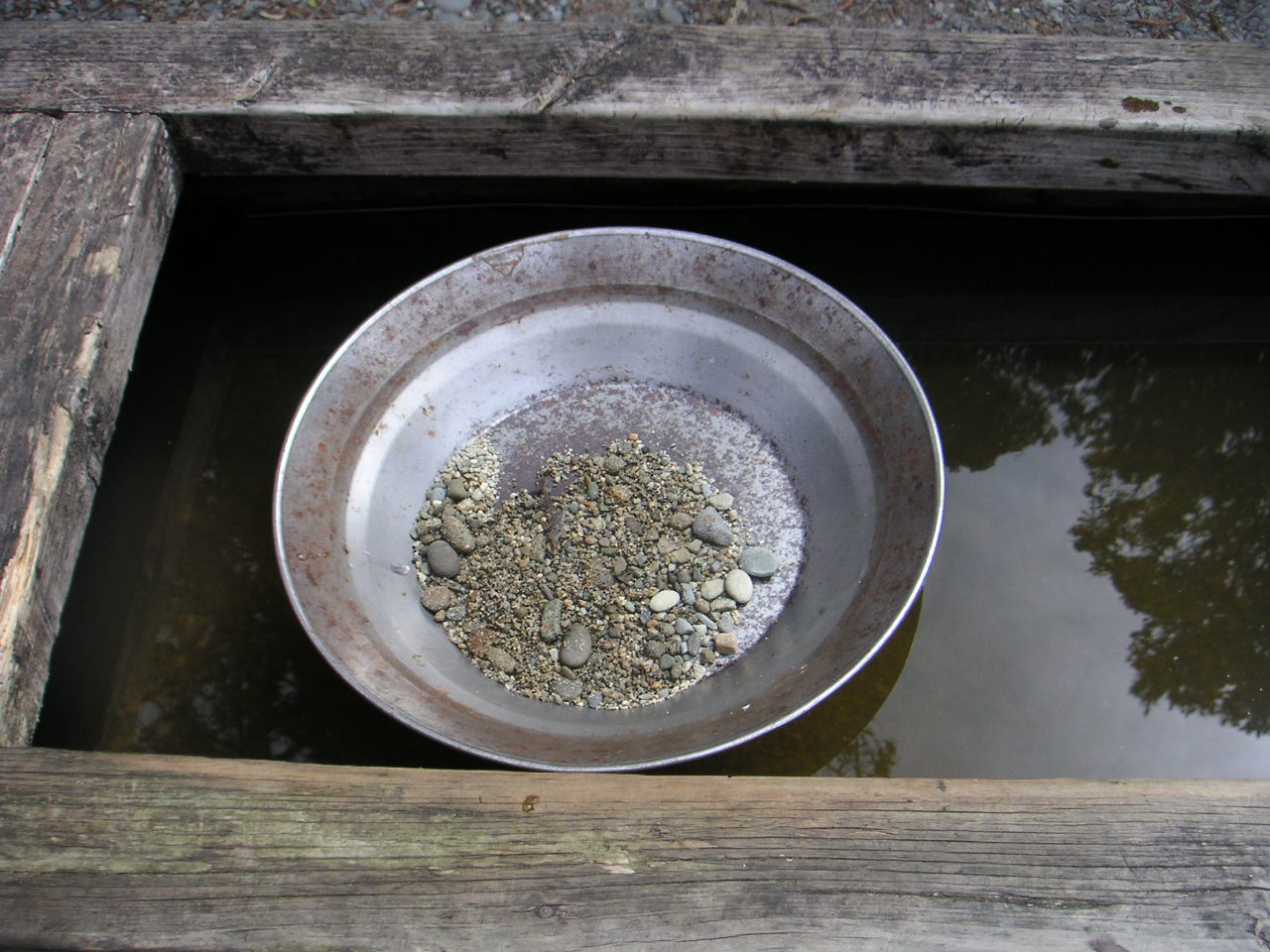
Pan américain.

L'or se trouve dans des placers, qui sont des plages de graviers, situées dans les rivières et contenant des concentrations en or. Dans ces placers l'or natif se rencontre en particules plus ou moins grosses (paillettes ou pépites) mélangées au sable des rivières et qui proviennent de la désagrégation de filons.
L'or se trouve aussi dans des marmites qui sont des anfractuosités rocheuses au fond du lit.
Il existe deux types de placers aurifères en France : les placers de plages et les marmites, qui sont des anfractuosités rocheuses ayant piégé de l'or.
Les cours d'eau torrentiels à fortes pentes ne peuvent contenir que des marmites, car la vitesse du courant ne permet pas à l'or de se déposer. Les rivières de plaines à pente moyenne, contiennent des placers de plages et des marmites.
Dans les régions pauvres en or et n'ayant que des placers de plages à faibles teneurs, il peut exister des marmites à très fortes teneurs. Les régions riches sont le département du Gard et de l'Ariège, qui ont des placers de plages et de marmites.
Dans les autres il ne faut rechercher l'or que dans les marmites, car par leur capacité de forte concentration, elles peuvent avoir retenu beaucoup d'or.
Toutes les régions citées peuvent avoir un intérêt dans le cas de la récupération de l'or sur sablières. La teneur dans les plages est de 0,2 décigrammes à 4 grammes par mètre cube. Dans les marmites la teneur moyenne est de 10 grammes par mètre cube.

## Liste des rivières aurifères de France, par région ou massif montagneux, puis par département

### Massif armoricain
- Côtes-d'Armor : le Lié, la Rance ;
- Finistère : Odet (supérieur), Aulne (nassin de Châteaulin), Porzay ;
- Ille-et-Vilaine : la Cantache, le Meu, le Couesnon ;
- Maine-et-Loire : les affluents de la Sarthe et de la Basse Mayenne ;
- Mayenne : l'Oudon, les affluents de la Haute Mayenne ;
- Morbihan : le Blavet, l'Oust et affluents.

### Normandie
Mêmes types de placers et de teneurs qu'en Bretagne.
- Calvados et Manche : les affluents de l'Orne et de la Vire.

### Massif central
- Allier : l'Allier ;
- Ardèche : l'Eyrieux, le Doux, l'Ardèche, le Chassezac ;
- Aveyron : le Viaur, la Truyère ;
- Cantal : la Jordanne, la Truyère ;
- Corrèze : la Vézère, la Loyre ;
- Creuse : la Gartempe, l'Ardour ;
- Dordogne : l'Isle, la Loue, L'Auvézère (traces d'or) ;
- Gard : le Gard, le Gardon d'Alès, le Gardon d'Anduze, le Gardon de Saint Jean, le Galeizon, La Ganière, La Cèze, Le Luech, le Vidourle, le Rhône ;
- Hérault : l'Orb, l'Hérault (de Saint-Bauzille de Putois à Ganges) ;
- Loire : le Gier ;
- Haute-Loire : l'Alagnon ;
- Lot : le Lot, la Dordogne (au camping de Souillac, 6 petites paillettes à la batée), sablières ;
- Lozère : le Coulagnet, la Colagne, le Lot, la Truyère ;
- Puy-de-Dôme : l'Allier, la Haute-Dordogne, la Burande à Singles (Puy-de-Dôme) drainant les mines "d'or" de la Bessette[évasif] ;
- Rhône : le Gier, le Rhône, la Saône, Azergues (la vallée qui draine Chessy-les-Mines et son amas sulfuré polymétallique) y compris son affluent la Brévenne (idem à Sain-Bel) ;
- Tarn : le Tarn, le Viaur ;
- Haute-Vienne : la Gartempe, l'Aurence, l'Isle, la Glane.

### Pyrénées
- Ariège : l'Ariège, le Salat, l'Arize et leurs affluents issus du Plantaurel ;
- Aude : l'Aude ;
- Haute-Garonne :  la Garonne sur tout son cours (hors barrage), à Mancioux[évasif], la Neste ;
- Hautes-Pyrénées : l'Adour à Maubourguet ;
- Pyrénées-Atlantiques : le Gave de Pau, la Nive ;
- Pyrénées-Orientales : la Têt, le Tech, le Réart et leurs affluents issus des Aspres.

### Alpes
- Hautes-Alpes : la Romanche ;
- Isère : l'Isère ;
- Haute-Savoie : le Rhône, l'Arve, le Fier, le Chéran.

### Est de la France
- Haut-Rhin et Bas-Rhin : le Rhin, la Thur, la Doller, La Lauch, La Fecht ;
- Moselle : la Moselle ;
- Haute-Saône : L'Ognon.